# Fontún de la Tercia
Fontún de la Tercia es una localidad española, perteneciente al municipio de Villamanín, en la provincia de León y la comarca de La Tercia del Camino, en la Montaña Central, Comunidad Autónoma de Castilla y León.
Situado sobre el cauce del río Fontún, afluente del río Bernesga.
Los terrenos de Fontún de la Tercia limitan con los de Barrio de la Tercia al noreste, Velilla de la Tercia al este, Gete, Felmín, Valporquero de Torío, Valle de Vegacervera y Villar del Puerto al sureste, La Vid de Gordón al sur, Villasimpliz al suroeste, Villamanín de la Tercia y Ventosilla de la Tercia al oeste, y Golpejar de la Tercia al noroeste.
Perteneció al antiguo Concejo de la Tercia del Camino.